# 北松炭田

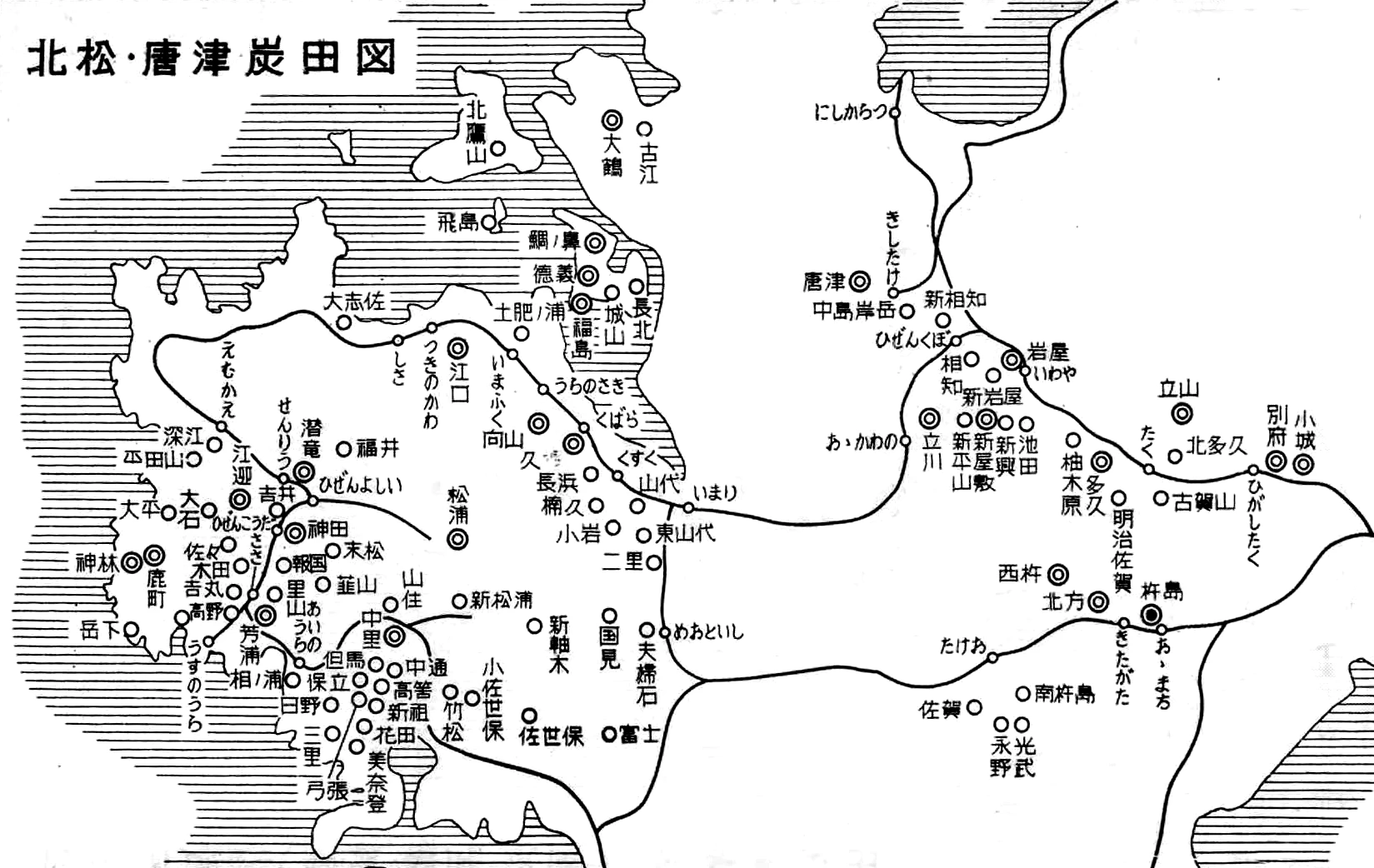
唐津地区の炭鉱地図 1955年

北松炭田（ほくしょうたんでん）は、長崎県北部と佐賀県西部の一部、北松浦半島一帯に分布する炭田。佐世保炭田（させぼたんでん）とも呼ばれる。炭田西部の炭質は強粘結で、北松炭と呼ばれる原料炭を産出した。

## 地質
主に中新世の佐世保層群および相浦層群の一部に石炭が含まれ、主な夾炭層は相浦層、中里層、柚木層、世知原層、福井層である。相浦層群の炭層は平成合併以前の佐世保市域を中心に発達する。佐世保層群の炭層はより広く、連続性よく分布する。
過去の主要な稼行炭層は新田五尺層、新田四尺層、大瀬五尺層、モエズ炭層、川釣炭層（以上は相浦層群中）、柚木三枚層、鹿町三尺層、砂盤炭層（隔物層）、松浦三尺層、福井一枚層（以上は佐世保層群層中）。
中央部を北北東 - 南南西方向に走る佐々川断層（佐々川衝上断層）を境にして地質構造に違いがあり、西側には地層の傾斜が10 - 20度ときつい半ドーム状構造、東側には緩い傾斜の盆状構造（ベースン）がみられる。そして、ところどころに北松浦玄武岩を主とする火山岩が分布する。
炭質も両側で分かれていて、西側に強粘結炭、東側に弱粘結炭が分布する。全体としては低度歴青炭が多く、一部に高度歴青炭や無煙炭、黒色褐炭に近いものが分布する。鹿町地区ではB1 - B2級（旧日本工業規格 JIS M 1002 - 1953、参考:石炭#石炭化度による分類）の強粘結炭を産出し、コークス原料炭として重要視されていた。
また産状は層状炭で、輝炭部と暗灰部が互層をなすところで粉炭化しやすく、塊炭部よりも炭質がよいという特徴もある。
分布域が限られたものを含めると炭層は60枚以上ある。それぞれの炭層は1メートル前後と薄く、採掘が及んだ炭層は20前後。原料炭に重用された北松炭の炭層は、10 - 20センチの薄いものまで採掘された。
層序では、佐世保層群および相浦層群は東側の唐津炭田の主要層である杵島層群の上位に位置する。また石炭化度は唐津炭田よりも高い。
平戸市田助では、鮮新世の地層から小規模に亜炭が採掘されたことがある。
面積は約700平方キロメートル、理論埋蔵量は推定約10億トン。

### 名称
近代に当地の地質研究が進む過程で、初期には佐世保炭田や伊万里炭田と呼ばれていたが、上治寅次郎が1935年・1938年の論文で両者を併せて北松炭田と命名した。その後北松炭田のほか北松浦炭田の呼称が用いられていたが、第二次世界大戦後に炭田探査審議会(CEAC)が佐世保炭田と改称し、佐世保炭田の呼称が広まった。

## 分布
長崎県
※分布の広がりを示すため、出典に記載の1940年代当時の市町村を列挙
- 佐世保市 - 旧東彼杵郡佐世保村、佐世村、日宇村、旧北松浦郡相浦町、中里村、皆瀬村、大野町、柚木村、吉井町、世知原町、小佐々町、江迎町、鹿町町[13]
- 松浦市 - 旧北松浦郡志佐町、上志佐村、新御厨町（御厨村、星鹿村）、調川町、今福町、鷹島町、福島町[13]
- 北松浦郡 - 佐々町[13]

佐賀県
- 伊万里市（山代町:向山炭鉱、久原炭鉱、楠久炭鉱、山代炭鉱、二里町:国見炭鉱）[注釈 3][14]。

## 歴史
北松炭田地域（旧北松浦郡）における採炭事業の歴史は、平戸藩時代に遡る。明治時代に入ってから、近代的設備を整えた炭坑が相次いで開かれ、大正時代には産出した石炭の運送を目的とした佐世保鉄道（のち国有化され国鉄松浦線、現松浦鉄道西九州線の一部）が建設されるなど、整備が進んだ。
戦後間もない最盛期の1955年（昭和30年）には、操業中の炭坑98ヶ所、年間出炭量336万トン、従業員総数は約1万8千人を数えた。しかし、その後エネルギー革命の進行に伴う合理化の中で、中小の零細経営が多かったこともあり早期に閉山が急速に進み、1962年には産炭地域振興臨時措置法第6条の指定を受けた。その後、1973年（昭和48年）11月の本ヶ浦鉱（鹿町町）閉山を最後に、北松炭田地域の石炭採掘の歴史は幕を閉じた。

## 史跡・資料館
- 佐世保市世知原炭坑資料館（佐世保市世知原町栗迎83番地5）
  - 旧松浦炭坑事務所（長崎県指定有形文化財）を利用して北松炭田や旧世知原線などに関する資料を展示している。

- 松浦市立福島歴史民俗資料館（松浦市福島町塩浜免2993番地88）
  - 福島町内における採炭の歴史に関する資料を展示している。